# Бахаревка (Нижегородская область)
Бахаревка — село в Сеченовском районе Нижегородской области России. Входит в состав Сеченовского сельсовета.

## География
Село находится в юго-восточной части Нижегородской области, в зоне хвойно-широколиственных лесов, на берегах реки Медянки, при автодороге 22Н-3815, на расстоянии приблизительно 4 километров (по прямой) к северо-востоку от Сеченова, административного центра района. Абсолютная высота — 124 метра над уровнем моря.
Климат
Климат характеризуется как умеренно континентальный, с коротким тёплым летом и холодной продолжительной малоснежной зимой. Среднегодовая температура — 3,9 °C. Средняя температура воздуха самого тёплого месяца (июля) — 19 °C (абсолютный максимум — 38 °C); самого холодного (января) — −12 °C (абсолютный минимум — −44 °C).

## Население
| 2002 | 2010 |
| ---- | ---- |
| 190  | ↘162 |

Национальный состав
Согласно результатам переписи 2002 года, в национальной структуре населения русские составляли 97 % из 190 чел.